# Feldbahn Idrija
| Verwundetentransport bei Godovič, 19. Oktober 1916 |                       |                              |                              |
| Ehemaliger Streckenverlauf auf einer Karte von 2021 |                       |                              |                              |
| Streckenlänge: | 17 + 57 + 55 = 129 km |                              |                              |
| Spurweite: | 600 mm (Schmalspur)   |                              |                              |
| |                       |                              |                              |
| \| \| 55 \| Dolenja Trebuša \| Dolenja Trebuša \| \| \| \| Straža \| \| \| \| \| Travnik \| \| \| \| \| Spodnja Idrija \| \| \| \| \| Idrija \| \| \| \| \| Tunnel, 25 m \| \| \| \| 57 \| Poncala bei Lokve \| Poncala bei Lokve \| \| \| \| Trnovo-Wald \| \| \| \| \| Zadlog \| \| \| \| \| Trehče \| \| \| \| \| Črni Vrh \| \| \| \| \| Tunnel, 400 m (nicht fertig) \| \| \| \| \| Cestnik-Kehre \| \| \| \| 0 \| Godovič \| Godovič \| \| \| \| Hotedršica \| \| \| \| \| Kalce \| \| \| \| \| Tunnel, 202 m (Radweg) \| \| \| \| 17 \| Dolnji Logatec \| Dolnji Logatec \| |                       |                              |                              |
| Kopfbahnhof Streckenanfang (Strecke außer Betrieb) | 55                    | Dolenja Trebuša              | Dolenja Trebuša              |
| Haltepunkt / Haltestelle (Strecke außer Betrieb) |                       | Straža                       | Straža                       |
| Haltepunkt / Haltestelle (Strecke außer Betrieb) |                       | Travnik                      | Travnik                      |
| Haltepunkt / Haltestelle (Strecke außer Betrieb) |                       | Spodnja Idrija               | Spodnja Idrija               |
| Bahnhof (Strecke außer Betrieb) |                       | Idrija                       | Idrija                       |
| Tunnel (Strecke außer Betrieb) |                       | Tunnel, 25 m                 | Tunnel, 25 m                 |
| Kopfbahnhof Streckenanfang (Strecke außer Betrieb) · Strecke (außer Betrieb) | 57                    | Poncala bei Lokve            | Poncala bei Lokve            |
| Strecke (außer Betrieb) · Strecke (außer Betrieb) |                       | Trnovo-Wald                  | Trnovo-Wald                  |
| Haltepunkt / Haltestelle (Strecke außer Betrieb) · Strecke (außer Betrieb) |                       | Zadlog                       | Zadlog                       |
| Haltepunkt / Haltestelle (Strecke außer Betrieb) · Strecke (außer Betrieb) |                       | Trehče                       | Trehče                       |
| Haltepunkt / Haltestelle (Strecke außer Betrieb) · Strecke (außer Betrieb) |                       | Črni Vrh                     | Črni Vrh                     |
| Tunnel (Strecke außer Betrieb) · Strecke (außer Betrieb) |                       | Tunnel, 400 m (nicht fertig) | Tunnel, 400 m (nicht fertig) |
| Strecke nach links (außer Betrieb) · Abzweig geradeaus und von rechts (Strecke außer Betrieb) |                       | Cestnik-Kehre                | Cestnik-Kehre                |
| Bahnhof (Strecke außer Betrieb) | 0                     | Godovič                      | Godovič                      |
| Haltepunkt / Haltestelle (Strecke außer Betrieb) |                       | Hotedršica                   | Hotedršica                   |
| Haltepunkt / Haltestelle (Strecke außer Betrieb) |                       | Kalce                        | Kalce                        |
| Tunnel (Strecke außer Betrieb) |                       | Tunnel, 202 m (Radweg)       | Tunnel, 202 m (Radweg)       |
| Kopfbahnhof Streckenende (Strecke außer Betrieb) | 17                    | Dolnji Logatec               | Dolnji Logatec               |

Die Feldbahn Idrija (slowenisch Feldban Idrija) war eine 129 km lange militärische Feldbahn mit einer Spurweite von 600 mm bei Idrija im Herzogtum Krain, die während des Ersten Weltkriegs vom Juli 1916 bis zum 24. Oktober 1917 betrieben wurde.

## Geschichte
Die Feldbahn wurde nach der Sechsten Isonzoschlacht im August 1916 von den österreichisch-ungarischen Streitkräften verlegt, nachdem die Solkan-Eisenbahnbrücke gesprengt worden war. Sie diente der Versorgung der Truppen an der Isonzo-Front und auf der Hochfläche von Bainsizza-Heiligengeist mit Geschützen, Nachschub und Munition. 
Der zum Teil an einem Steilhang liegende 12 Kilometer lange Abschnitt von Godovič nach Idrija wurde von 20.000 Kriegsgefangenen in Rekordzeit vom 1. bis 20. September 1916 gebaut. Der Betrieb wurde nach der Zwölften Isonzoschlacht eingestellt.

## Streckenverlauf

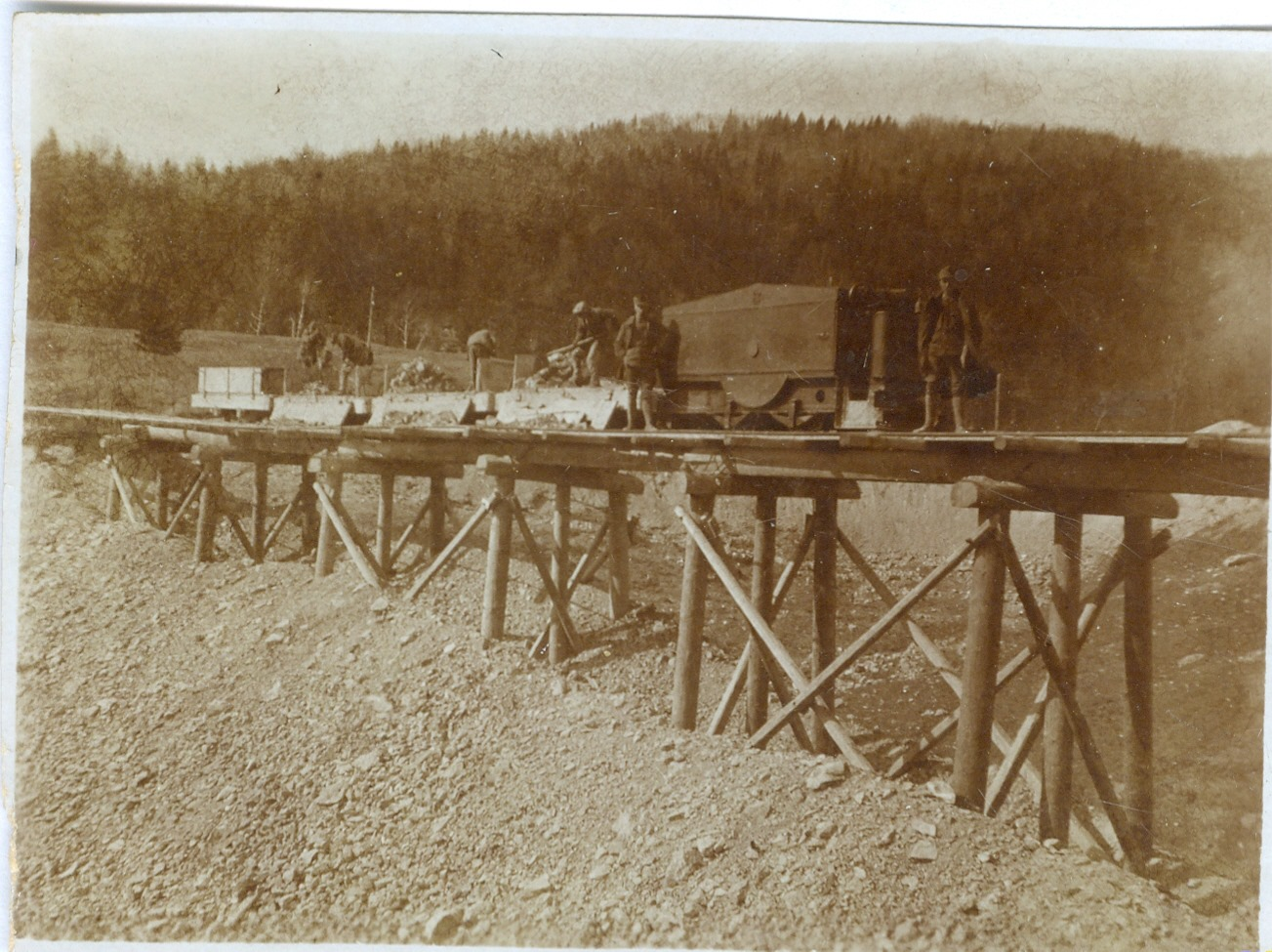
Oberursel-Lokomotive beim Aufschütten einer Böschung

Die Feldbahn Idrija war Teil eines Feldbahn-Netzwerks von Logatec über Godovič nach Dolenja Trebuša bzw. Poncala.

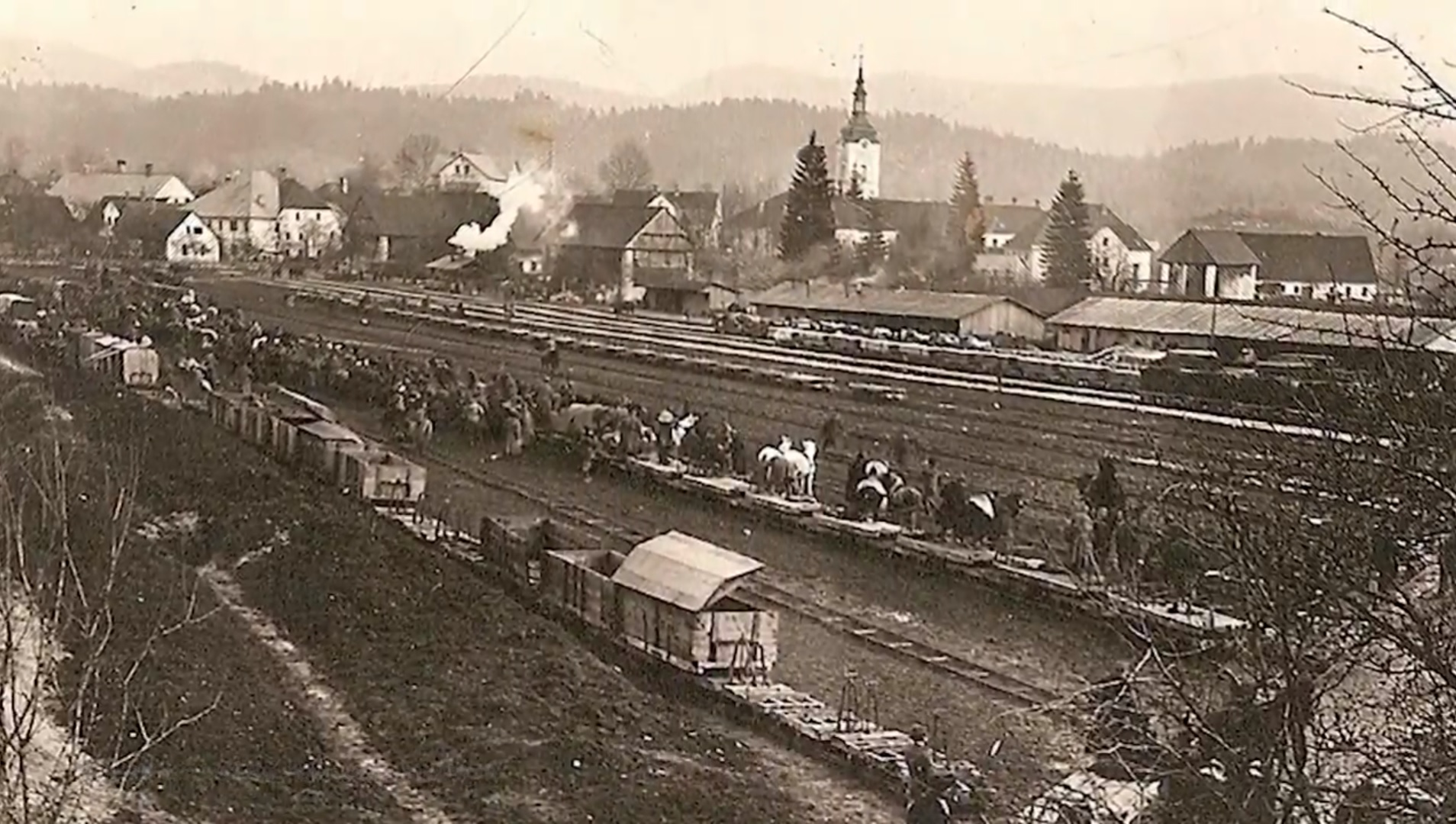
Bahnhof von Dolnji Logatec

Die Feldbahn begann am Normalspur-Bahnhof von Dolnji Logatec, an dem es ein großes Militärlager gab. An der Cestnik-Kehre südlich von Godovič zweigte die Feldbahn nach Poncala ab. Die Hauptstrecke nach Idrija verlief etwas mehr als 3 Kilometer auf der Französischen Straße und führte dann über unbewohntes Terrain die steilen Hänge und Felswände oberhalb des Zala-Tals hinunter. An der Ključe-Straße oberhalb des Wilden Sees (divje jezero) überquerte die Bahn die Französische Straße auf einer Brücke und wendete sich dann in Richtung des Tals des Flusses Bela oder Idrijca. Um den Wendepunkt zu erreichen, an dem die Züge im Strug-Tal die Richtung änderten, musste ein 25 m langer Tunnel in den Felsen gebohrt werden und gleich danach wurde eine ebenso lange Galerie gebaut.  Die durchschnittliche Neigung des 12 km langen Streckenabschnitts von Godovič nach Idrija betrug etwa 30 ‰, da der Höhenunterschied zwischen Godovič und Idrija etwa 300 Meter beträgt.
Unmittelbar vor der Zwölften Isonzoschlacht (Schlacht von Caporetto) wurde an der Wendestelle eine halbrunde Holzbrücke errichtet, die den Betriebsablauf auf der Strecke wesentlich vereinfachte. Von da an fällt die Strecke um weitere 50 Höhenmeter ab und erreicht etwa einen Kilometer vor dem Divje-See die Straße nach Idrijska Bela.
Die gesamte Länge der Feldbahn mit den beiden Abzweigungen, d. h. der durch Črni Vrh und den Trnovo-Wald nach Lokve führenden und der durch Idrija nach Dolenja Trebuša, betrug 129 km. Auf dieser Schmalspurbahn wurden die Feldbahnwagen zunächst von Pferden und später von kleinen Motor-Lokomotiven gezogen.
Der Tunnel bei Dolnji Logatec dient heute als Radweg, der Tunnel bei Godovič wurde nicht fertig gestellt.

## Schienenfahrzeuge
Anfangs wurden die Feldbahnwagen von Pferden gezogen. Als die Pferde im Verlauf des Krieges knapp wurden, wurden mit Benzolmotoren von Austro-Daimler und der Motorenfabrik Oberursel angetriebene Lokomotiven eingesetzt.